# Anduze
Anduze is een gemeente in het Franse departement Gard (regio Occitanie) en telt 3324 inwoners (2021). Het ligt op 13 km van Alès. Het dorp heeft een grote protestantse kerk (temple).

## Geschiedenis
De heerlijkheid van Anduze, die werd opgericht in de vroege tiende eeuw, was een van de oudste en welvarendste in de Languedoc. Ze was gelieerd aan de graven van Toulouse tot ze in 1266 onderdeel werd van de Franse kroon. Met behulp van het kapitaal van de viguerie, ontwikkelde Anduze zich tot de bakermat van de Franse zijdeteelt die bloeide in de late dertiende eeuw. De stad was toen het regionale centrum van de handel in zijde en wol.
In de zestiende en zeventiende eeuw was Anduze een belangrijk centrum van het protestantisme in de Cevennen. De versterkte stad, die 6000 inwoners telde in 1570, werd het hoofdkwartier van de protestantse troepen van het zuiden. In de negentiende eeuw was er een nieuwe periode van economische ontwikkeling door de industriële revolutie (spinnen van zijde, breigoed, hoofddeksels) alvorens Anduze, zoals vele plaatsen in de Cevennen, werd getroffen door de recessie. In 1881 werd de gemeente aangesloten op het spoorwegnetwerk.

## Bezienswaardigheden
Er rijdt een stoomtrein van Anduze naar Saint-Jean-du-Gard (train à vapeur des Cévennes).
Vlak bij Anduze ligt La Bambouseraie de Prafrance, een park met een bamboebos met stengels tot 28 m hoogte. Het werd medio 19e eeuw geplant door Eugène Mazel. Ook zijn er sequoiabomen.
Anduze is bekend vanwege de klokkentoren (La tour de l'Horloge) uit de 14e eeuw en de verschillende fonteinen: Fontaine Notre Dame (18e eeuw), Fontaine Pagode (17e eeuw), Fontaine du Bicentenaire (20e eeuw) en Fontaine Pradier (19e eeuw).

### Afbeeldingen

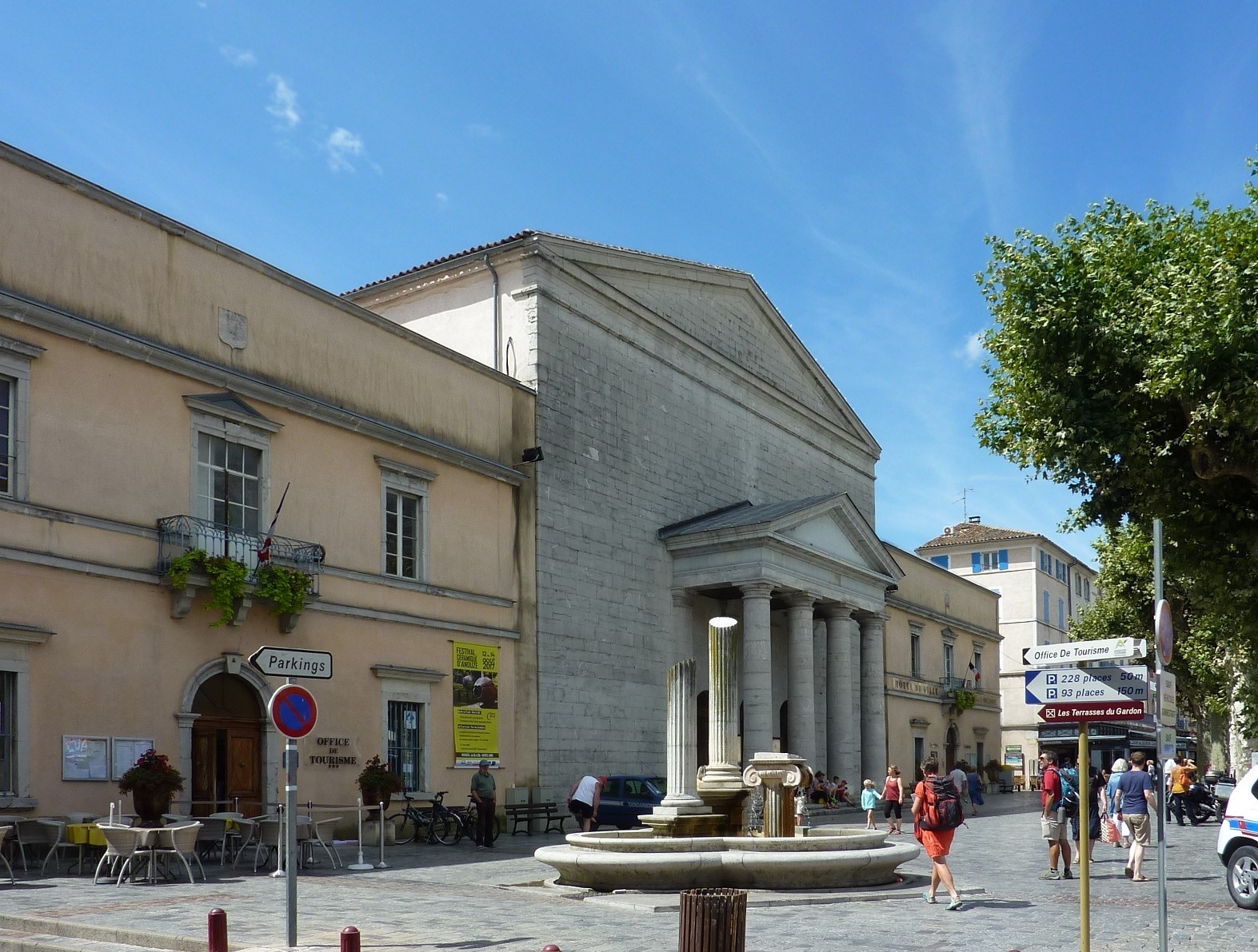
Protestantse kerk ("Grand Temple") (1820-1823)
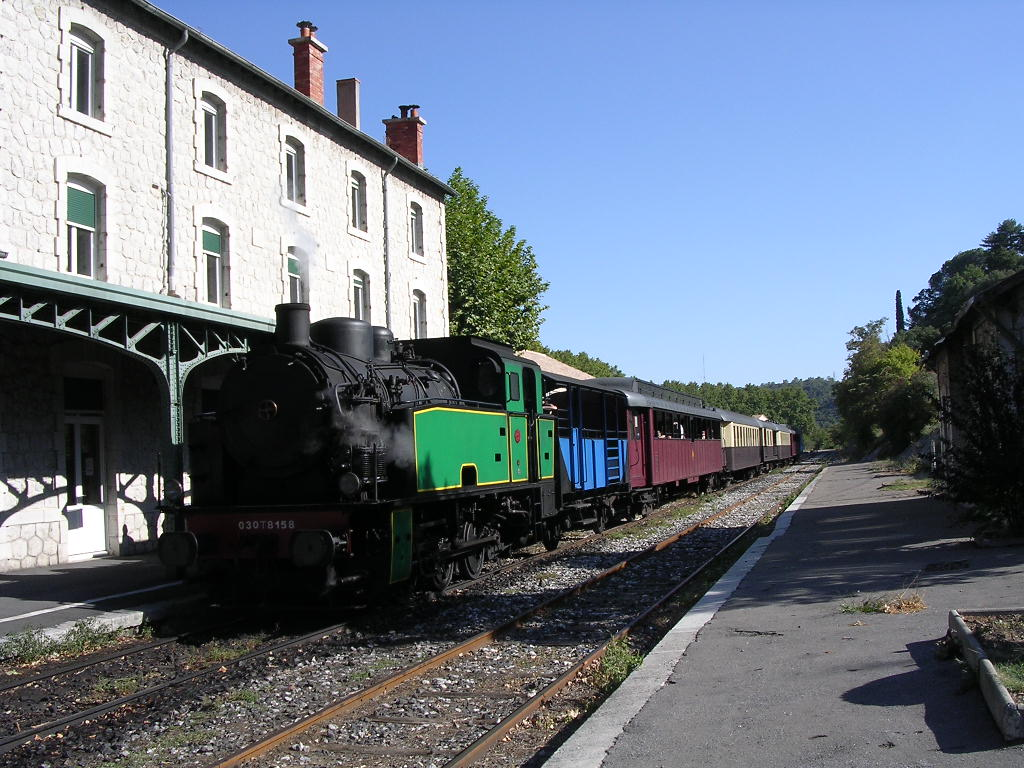
Stoomtrein in Anduze
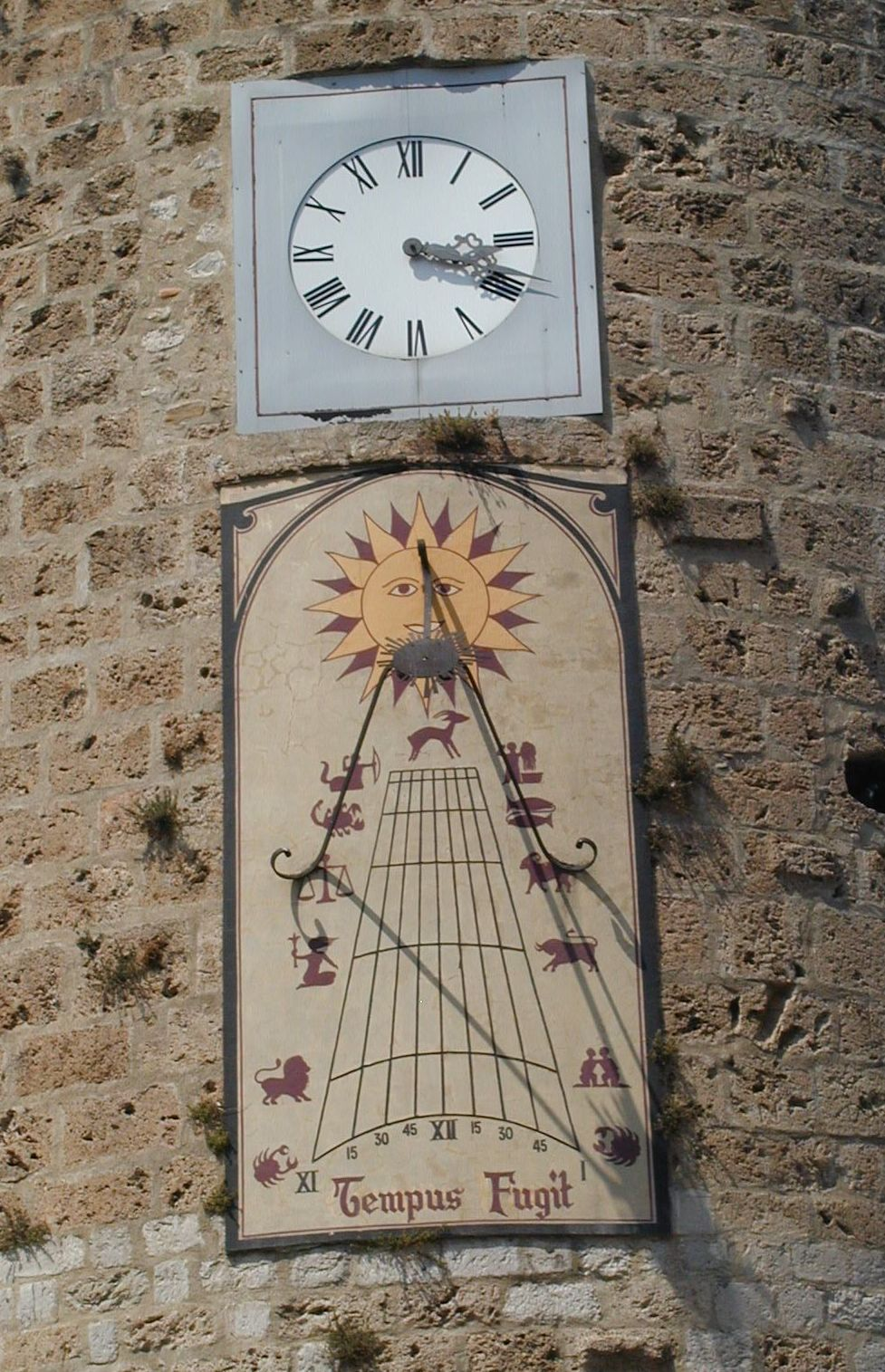
Tour de l'Horloge; een overblijfsel van de stadsmuur waar in 1569 een uurwerk werd in geïnstalleerd
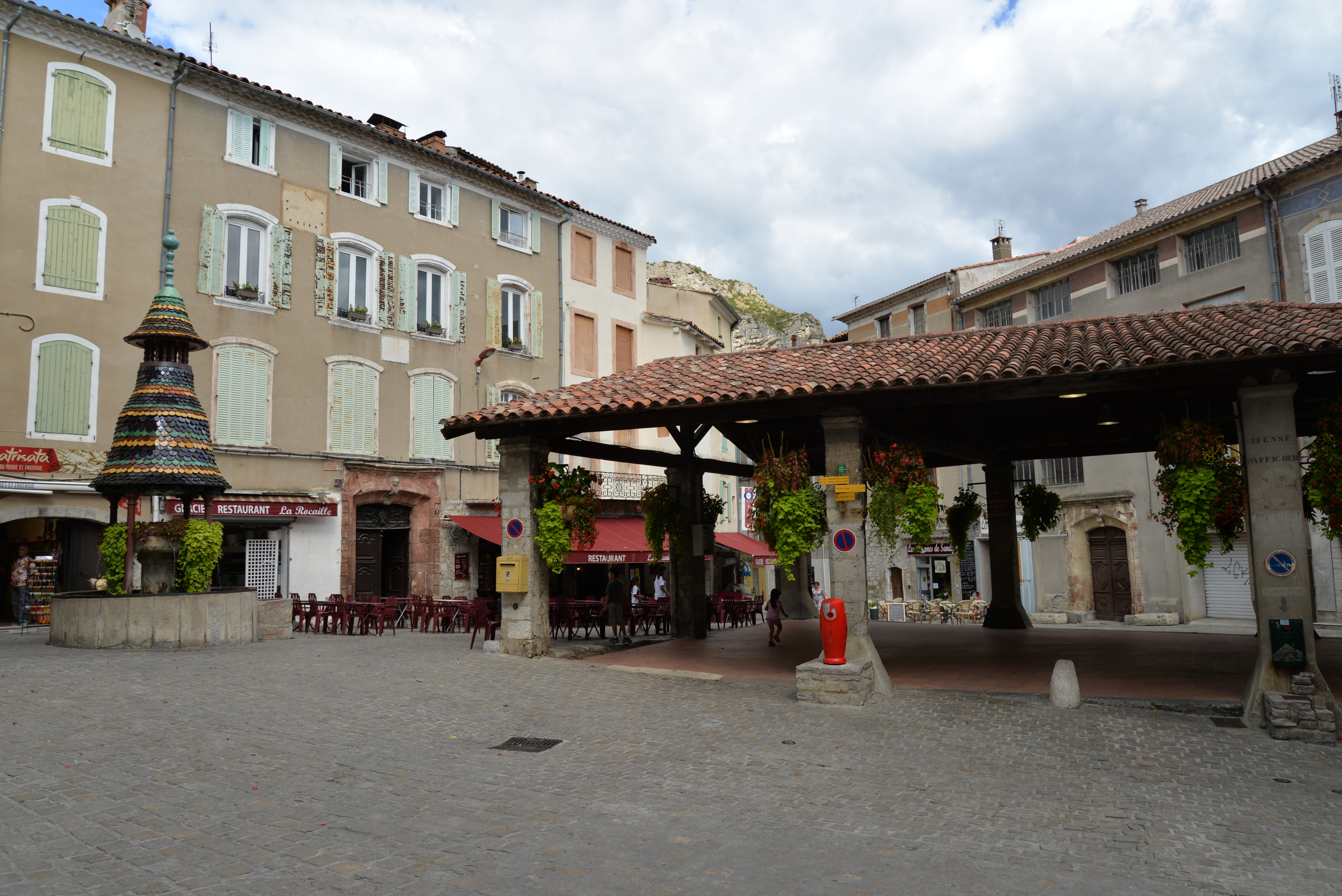
Place des Halles, met een overdekte markt uit 1457
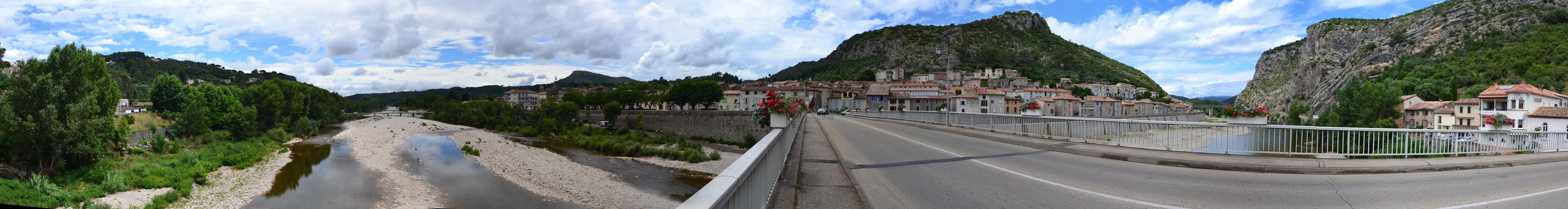
Gezicht op de Gard en Anduze

## Anduze-vazen

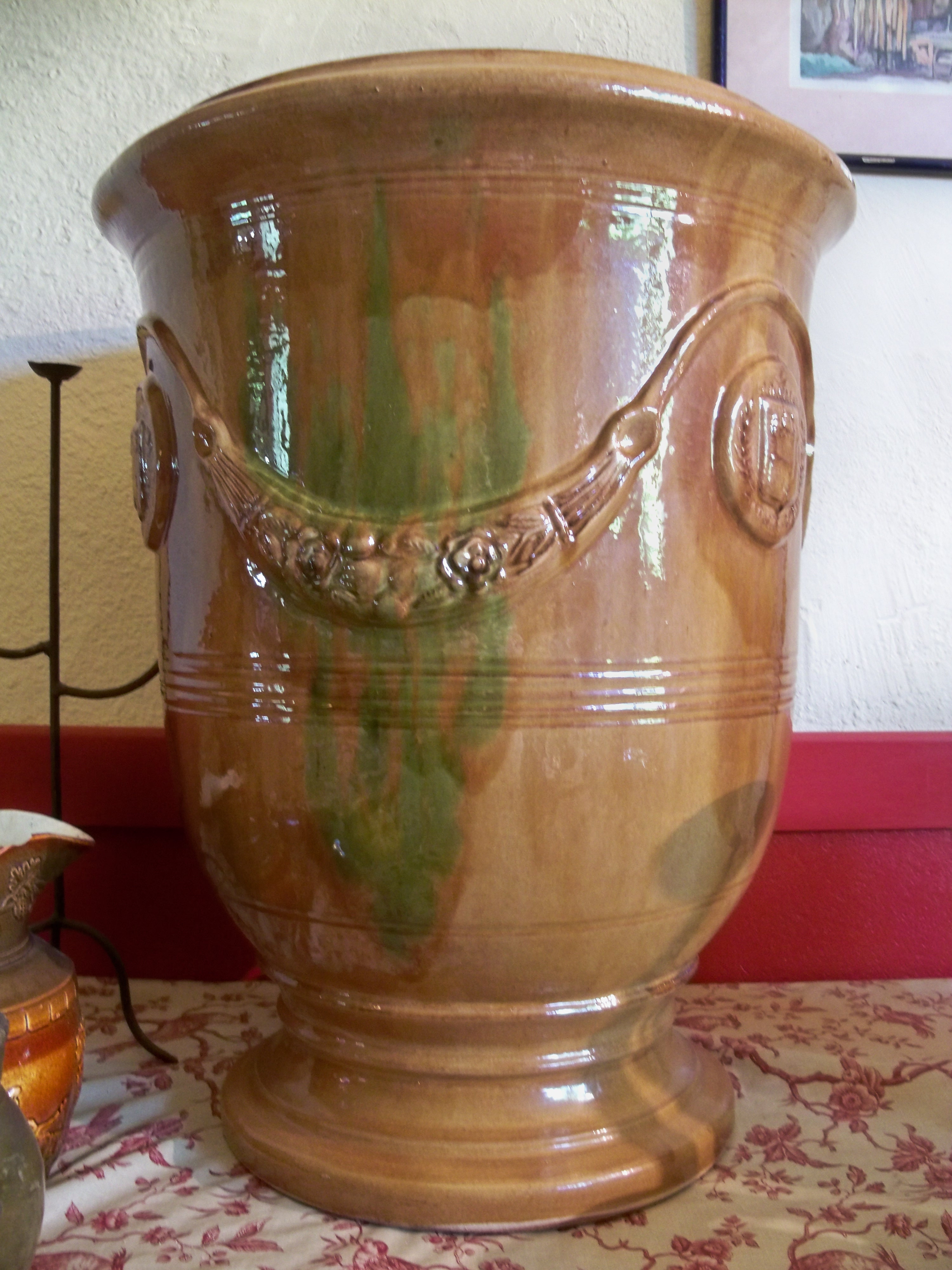
Anduze-vaas

Beroemd zijn de vazen, die in Anduze worden gemaakt. Zij sieren al eeuwen lang Franse kasteeltuinen en landhuizen. Oorspronkelijk werden er citrusbomen in geplant, waardoor deze in de winter in een kas of oranjerie konden worden verplaatst. Anduze-vazen hebben doorgaans een groene, blauwe of transparante glazuur.

## Geografie
De gemeente ligt aan de Gard.
De oppervlakte van Anduze bedraagt 14,6 km², de bevolkingsdichtheid is 228 inwoners per km² (per 1 januari 2019).
De onderstaande kaart toont de ligging van Anduze met de belangrijkste infrastructuur en aangrenzende gemeenten.

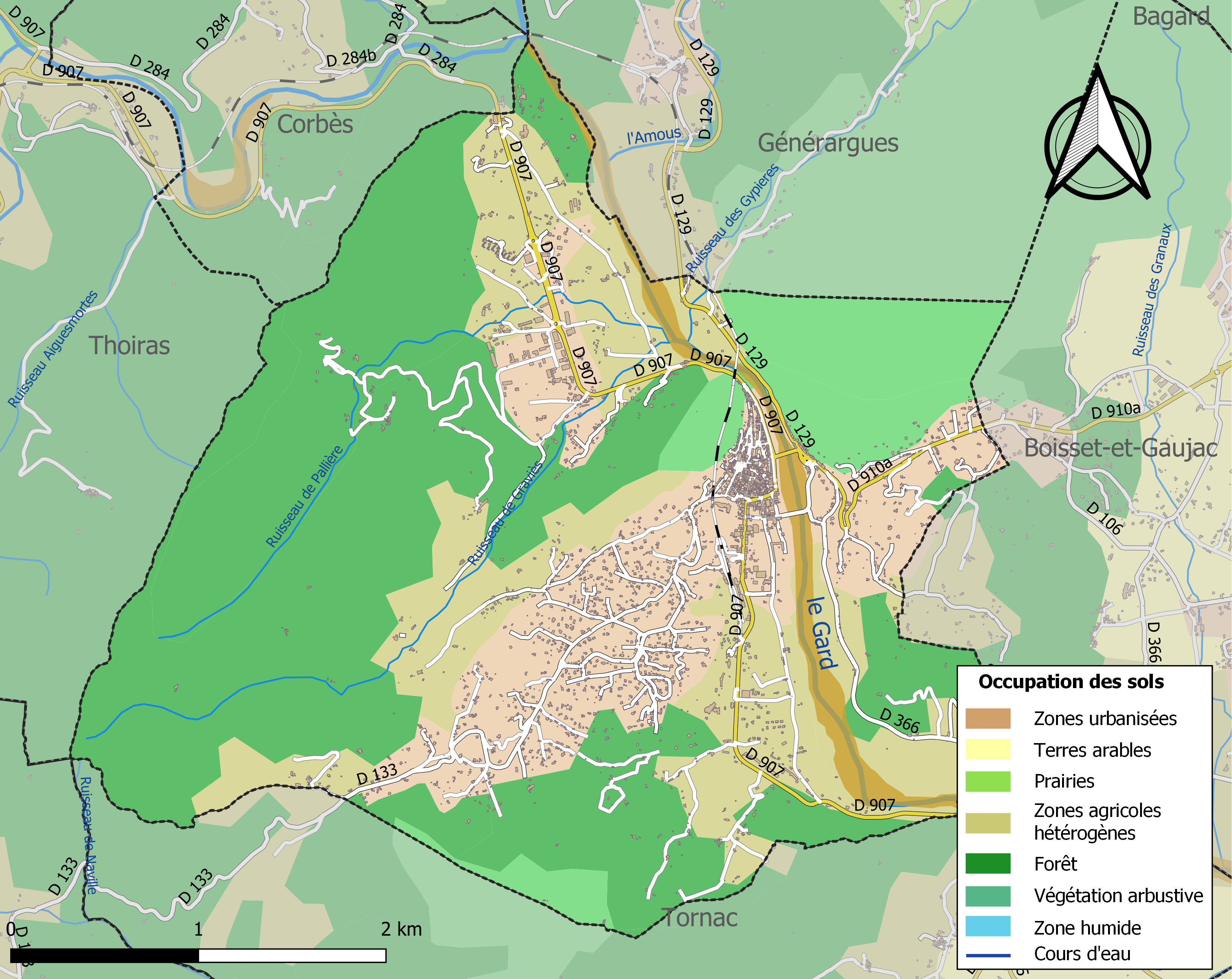

## Demografie
Onderstaande figuur toont het verloop van het inwoneraantal van Anduze vanaf 1962.
Bron: Frans bureau voor statistiek. Cijfers inwoneraantal volgens de definitie population sans doubles comptes (zie de gehanteerde definities)